# 2-nonenonitrilo
El 2-nonenonitrilo, conocido también por su nombre comercial irisnitrilo o iris nitrilo, es un nitrilo de fórmula molecular C9H15N.
Su estructura química es semejante a la del nonanonitrilo, si bien posee un doble enlace entre los carbonos 2 y 3. Debido a este doble enlace, el 2-nonenonitrilo se presenta en forma de dos isómeros geométricos, cis y trans.
Es un compuesto apreciado por sus propiedades aromáticas.

## Propiedades físicas y químicas
A temperatura ambiente, el 2-nonenonitrilo es un líquido transparente, incoloro o de color amarillo pálido.
Tiene su punto de ebullición a 231 °C mientras que el valor estimado de su punto de fusión se sitúa entre -1 °C y -29 °C —la cifra varía en función de la fuente consultada.
Su punto de inflamabilidad es de 96 °C.
Con una densidad aproximada menor que la del agua (0,800 g/cm³), este nitrilo es soluble en etanol, pero poco soluble en agua, apenas 110 mg/L. El valor del logaritmo de su coeficiente de reparto, logP = 3,08, evidencia que es mucho más soluble en disolventes apolares —como por ejemplo el 1-octanol— que en disolventes polares.

## Propiedades organolépticas
El aroma del 2-nonenonitrilo ha sido descrito como verde, graso, con una nota de lirio, de gran difusión y luminosidad.
Dado que es un producto de intenso aroma, se recomienda apreciarlo en una disolución al 1% o inferior.

## Usos
El uso principal de este nitrilo es como fragancia. Se emplea como modificador de aromas floral-madera y floral-verde, así como para dotar de fuerza a fragancias de violeta o lirio. Se recomienda su uso en una concentración entre el 0,05% y el 0,5%.
Sus propiedades aromáticas hacen que prolifere su uso en cosmética: su estabilidad es excelente en champúes, jabones, limpiadores cítricos, y es muy buena en desodorantes tipo roll-on y polvos. Por el contrario presenta baja estabilidad en lejías.
En este sentido, puede ser usado en microcápsulas, solución habitual para proteger y controlar el suministro de materiales hidrófobos; la microencapsulación de fragancias mediante polimerización por radicales libres implica la formación preliminar de una emulsión en la que una fase continua, normalmente acuosa, dispersa una fase hidrófoba que contiene la fragancia. Dicha emulsión se incorpora a productos de consumo no comestibles, de lavandería, de cuidado personal o cosméticos.
También se ha propuesto la utilización de este nitrilo en composiciones que reducen los malos olores, como por ejemplo los debidos a aminas —pescado y orina—, a tioles —ajo y cebolla— o a ácidos carboxílicos —olor corporal y mascotas—.
Por otra parte, no se conoce la existencia de este nitrilo en la naturaleza.